# Bert Scholiers
Bert Scholiers (Lizarzaburu bij Riobamba, 1984) is een Vlaams regisseur en scenarioschrijver.
Scholiers werd geboren in Ecuador. Hij studeerde film aan Sint-Lukas Brussel en behaalde een Master of Arts in Film- en Theaterwetenschappen aan de Universiteit Antwerpen.
Scholiers werkte mee aan adaptaties voor de scenarios van de oorspronkelijke Vlaamse langspeelfilm Smoorverliefd uit 2010, de gelijknamige Nederlandse adaptatie uit 2013 en de film Sprakeloos uit 2017.
In 2017 verscheen de film Charlie en Hannah gaan uit in zijn regie en naar zijn scenario. De film werd geselecteerd als slotfilm voor het Film Fest Gent 2017.  Hij werd ervoor ook genomineerd voor de Ensor Beste scenario film 2018, laureaten werden dat jaar evenwel evenwel Sahim Omar Kalifa en Jean-Claude Van Rijckeghem met Zagros. In 2019 en 2020 schreef hij mee aan de Vlaamse adaptaties van de scenario's van de Nederlandse serie De Luizenmoeder die leidden tot twee seizoen van De Luizenmoeder.
In 2021 regisseerde hij samen met Jonas Govaerts de televisieserie F*** you Very, Very Much waarvoor hij ook het scenario had geschreven.